# Kurt Neyers
Kurt Neyers, auch Curt Neyers (* 14. August 1900 in Düsseldorf; † 15. Februar 1969 ebenda), war ein deutscher Landschafts- und Stilllebenmaler.

## Leben
Kurt Neyers war Schüler von Heinrich Nauen an der Kunstakademie Düsseldorf. Er blieb in Düsseldorf ansässig und unternahm Studienreisen in die Niederlande, nach Österreich, Frankreich und Luxemburg. Seine Malerei war vor dem Zweiten Weltkrieg vom Expressionismus geprägt, danach tendierte sie in dekorativen Kompositionen vom Gegenständlichen zur Abstraktion.
In der Zeit des Nationalsozialismus war Neyers Mitglied der Reichskammer der bildenden Künste. Für diese Zeit ist seine Teilnahme an 19 Gruppenausstellungen sicher belegt, darunter 1936 in Essen Westfront 1936. Freie Kunst im neuen Staate, die der nationalsozialistischen Ideologie nahestand.
Nach dem Ende des NS-Staats gehörte er mit seiner Ehefrau Lisette (1919–≈1970) zu rheinischen Künstlern wie Artur Buschmann, Hermann Hundt, Peter Janssen d. J., Ari Walter Kampf, Heinz May, Oswald Petersen, Robert Pudlich, Hans Schröers und Helmut Weitz, die im Winter 1945 in der Galerie von Hella Nebelung im kriegszerstörten Düsseldorf einen künstlerischen Neuanfang in einer ersten freien, nicht staatlich gelenkten Ausstellung veranstalteten. 1947 stellte er mit anderen Künstlern in der Kölner Galerie Der Spiegel aus. 1949 wurde er Mitglied der Neuen Rheinische Sezession. Gefördert durch ein Stipendium des Kultusministeriums Nordrhein-Westfalen reiste er 1952 mit Hans Schröers und Clemens Pasch nach Italien. 1954 nahm er erneut an einer Gruppenausstellung in der Galerie Hella Nebelung teil. Dort, mittlerweile ins Ratinger Tor umgezogen, fand 1970 auch eine Gedächtnisausstellung für ihn und seine Ehefrau statt.